# Marcus Arruntius Aquila Iulianus
Marcus Arruntius Aquila Iulianus war ein römischer Senator in der frühen Kaiserzeit.
Marcus Aquila Iulianus war mit seinem Amtskollegen Publius Nonius Asprenas ordentlicher Konsul des Jahres 38. Die beiden ordentlichen Konsuln amtierten jedoch nur bis zum 1. Juli des Jahres, als sie von den Suffektkonsuln Servius Asinius Celer und Sextus Nonius Quintilianus abgelöst wurden. Da die Römer Jahre durch Nennung der ordentlichen Konsuln eines Jahres als eponyme Beamte angaben, erscheint Marcus Aquila Iulianus relativ häufig in lateinischen Inschriften, selten hingegen in der römischen Geschichtsschreibung. In den Inschriften wird er fast ausschließlich Marcus Aquila Iulianus, in einer griechischen Inschrift aus Pompeji auch Μάρκος Ἀκύλα Ἰουλιανός genannt. Lediglich in einer Inschrift ist der Name auf M(arcus) Aquila verkürzt. Die literarischen Quellen variieren hingegen zwischen Aquila Iulianus, Marcus Iulianus oder nur Iulianus.
Über Abstammung und Werdegang des Aquila Iulianus ist wenig bekannt. Im Index zu Cassius Dios Buch 59 der Römischen Geschichte wird sein Name mit M(arcus) Aquila C(ai) f(ilius) Iulianus (im griechischen Original Μ. Ἀκύλας Γ. υἱ. Ἰουλιανός) angegeben. Der Index ist die einzige Quelle des Vaternamens Gaius. Der Gentilname ist hingegen in den antiken Quellen überhaupt nicht überliefert. An seine Stelle ist das Cognomen Aquila getreten, ergänzt um das Adoptionscognomen Iulianus. Aus der Kombination schloss Ronald Syme, dass der Konsul des Jahres 38 Sohn eines Gaius Iulius war, der von einem Marcus Aquila adoptiert wurde. Als Vater vermutete er Gaius Iulius Aquila, den praefectus Aegypti 10/11 n. Chr., als Gentilizium setzte er als Möglichkeit Arruntius an. Als Arruntier sehen ihn auch Werner Eck und Bernard Kavanagh. Die Arruntii Aquilae waren ein bekannter Familienzweig der römischen Nobilität.
Bernard Kavanagh schließt aus einer 2010 veröffentlichten Analyse zu den von Flavius Josephus in den Jüdischen Altertümern berichteten Umständen, die zur Ermordung des Kaisers Caligula im Jahr 41 führten – Beteiligung eines Arruntius, tödlicher Stoß durch einen Ἀκύλας (Aquila) –, dass Marcus Arruntius Aquila Iulianus derjenige war, der den entscheidenden tödlichen Schlag gegen Caligula führte. Dieses relativ neue und überraschende Ergebnis fand bereits Zustimmung. Da nicht überliefert ist, dass Ἀκύλας oder ein Arruntius im Zusammenhang mit dem Tod Caligulas umkam oder hingerichtet wurde, erwägt Kavanagh, dass Arruntius Aquila Iulianus nach Patavium ins Exil geschickt wurde. Von dort stammten die späteren Suffektkonsuln Marcus Arruntius Aquila (cos. suff. 66) und Lucius Arruntius Stella (cos. suff. 101 oder 102). Der (Groß-?)Vater des Arruntius Stella, ebenfalls ein Lucius Arruntius Stella, war im Jahr 55 Kurator der ludi magni. Ihn und den Suffektkonsul des Jahres 66 schlägt Kavanagh als Söhne des Marcus Arruntius Aquila Iulianus vor, von dessen Leben nichts weiteres bekannt ist.